# Hugh Fortescue, II conte di Fortescue
Hugh Fortescue, I conte di Fortescue (13 febbraio 1783 – 14 settembre 1861), è stato un politico inglese.

## Biografia
Era il figlio di Hugh Fortescue, I conte di Fortescue, e di sua moglie, Hester Grenville, figlia del primo ministro George Grenville. Studiò a Eton e Brasenose College di Oxford.

## Carriera politica
Divenne un deputato per Barnstaple, subito dopo il suo 21º compleanno, e rappresentò diversi collegi (tra cui North Devon) quasi ininterrottamente fino al 1839. L'ultimo anno fu convocato alla Camera dei lord attraverso un atto di successione nel titolo del padre. Servì sotto Lord Melbourne come Lord luogotenente d'Irlanda (1839-1841) e sotto Lord John Russell come Lord Steward (1846-1850).
Prestò giuramento al consiglio privato nel 1839 e fu creato Cavaliere della Giarrettiera nel 1856. Fortescue apparteneva a quella sezione del partito Whig che accolse la Rivoluzione francese e l'ascesa di Napoleone, con la speranza di un cambiamento radicale in Gran Bretagna.

## Matrimonio
Sposò, il 4 luglio 1817, Lady Susan Ryder, figlia di Dudley Ryder, I conte di Harrowby, e di sua moglie, Lady Susan Leveson-Gower. Ebbero tre figli:
- Hugh Fortescue, III conte di Fortescue (1818-1905);
- Lord John William Fortescue (14 luglio 1819-25 settembre 1859);
- Lord Dudley Francis Fortescue (4 agosto 1820-2 marzo 1909), sposò Camilla Eleonor Fellowes, non ebbero figli.

Sposò, il 26 luglio 1841, Elizabeth Geale, figlia di Piers Geale. Non ebbero figli.

## Morte
Morì il 14 settembre 1861, all'età di 78 anni.

## Ascendenza
|                                        |                       |                                     | Genitori                             |  |  | Nonni |  |  | Bisnonni       |  |  | Trisnonni        |  |
|                                        |                       |                                     |                                      |  |  |       |  |  | Hugh Fortescue |  |  | Arthur Fortescue |  |
|                                        |                       |                                     |                                      |  |  |       |  |  | Hugh Fortescue |  |  | Arthur Fortescue |  |
|                                        |                       | Barbara Elford                      |                                      |  |  |       |  |  | Hugh Fortescue |  |  |                  |  |
| Matthew Fortescue, II barone Fortescue |                       |                                     |                                      |  |  |       |  |  | Hugh Fortescue |  |  |                  |  |
|                                        |                       | Lucy Aylmer                         | Matthew Aylmer, I barone Aylmer      |  |  |       |  |  |                |  |  |                  |  |
|                                        |                       | Lucy Aylmer                         | Matthew Aylmer, I barone Aylmer      |  |  |       |  |  |                |  |  |                  |  |
|                                        |                       | Lucy Aylmer                         | Sarah Ellis                          |  |  |       |  |  |                |  |  |                  |  |
| Hugh Fortescue, I conte di Fortescue   |                       | Lucy Aylmer                         |                                      |  |  |       |  |  |                |  |  |                  |  |
|                                        |                       | John Campbell                       | sir Alexander Campbell               |  |  |       |  |  |                |  |  |                  |  |
|                                        |                       | John Campbell                       | sir Alexander Campbell               |  |  |       |  |  |                |  |  |                  |  |
|                                        |                       | John Campbell                       | Elizabeth Lort                       |  |  |       |  |  |                |  |  |                  |  |
| Anne Campbell                          |                       | John Campbell                       |                                      |  |  |       |  |  |                |  |  |                  |  |
|                                        |                       | Mary Pryse                          | Lewis Pryse                          |  |  |       |  |  |                |  |  |                  |  |
|                                        |                       | Mary Pryse                          | Lewis Pryse                          |  |  |       |  |  |                |  |  |                  |  |
|                                        |                       | Mary Pryse                          | Anne Lloyd                           |  |  |       |  |  |                |  |  |                  |  |
| Hugh Fortescue, II conte di Fortescue  |                       | Mary Pryse                          |                                      |  |  |       |  |  |                |  |  |                  |  |
|                                        | sir Richard Grenville | Richard Grenville                   |                                      |  |  |       |  |  |                |  |  |                  |  |
|                                        | sir Richard Grenville | Richard Grenville                   |                                      |  |  |       |  |  |                |  |  |                  |  |
|                                        | sir Richard Grenville | Eleanor Temple                      |                                      |  |  |       |  |  |                |  |  |                  |  |
| lord George Grenville                  | sir Richard Grenville |                                     |                                      |  |  |       |  |  |                |  |  |                  |  |
|                                        |                       | Hester Grenville, I contessa Temple | sir Richard Temple, III baronetto    |  |  |       |  |  |                |  |  |                  |  |
|                                        |                       | Hester Grenville, I contessa Temple | sir Richard Temple, III baronetto    |  |  |       |  |  |                |  |  |                  |  |
|                                        |                       | Hester Grenville, I contessa Temple | Mary Knapp                           |  |  |       |  |  |                |  |  |                  |  |
| hon. Hester Grenville                  |                       | Hester Grenville, I contessa Temple |                                      |  |  |       |  |  |                |  |  |                  |  |
|                                        |                       | sir William Wyndham, III baronetto  | sir Edward Wyndham, II baronetto     |  |  |       |  |  |                |  |  |                  |  |
|                                        |                       | sir William Wyndham, III baronetto  | sir Edward Wyndham, II baronetto     |  |  |       |  |  |                |  |  |                  |  |
|                                        |                       | sir William Wyndham, III baronetto  | Catharine Leveson-Gower              |  |  |       |  |  |                |  |  |                  |  |
| Elizabeth Wyndham                      |                       | sir William Wyndham, III baronetto  |                                      |  |  |       |  |  |                |  |  |                  |  |
|                                        |                       | lady Catherine Seymour              | Charles Seymour, VI duca di Somerset |  |  |       |  |  |                |  |  |                  |  |
|                                        |                       | lady Catherine Seymour              | Charles Seymour, VI duca di Somerset |  |  |       |  |  |                |  |  |                  |  |
|                                        |                       | lady Catherine Seymour              | Elizabeth Percy, VI baronessa Percy  |  |  |       |  |  |                |  |  |                  |  |
|                                        |                       | lady Catherine Seymour              |                                      |  |  |       |  |  |                |  |  |                  |  |